# Lac du Rat Musqué
Le Lac du Rat Musqué est un lac situé entre les municipalités de Sainte-Cécile-de-Whitton et Lac-Drolet en Estrie. Il est la source de la Rivière Madisson, un affluent de la Rivière Chaudière et un sous-affluent du Fleuve Saint-Laurent. Il coule dans le lac aux Allumettes, proche de Pembroke.

## Géographie
Sa superficie est de 270 acres et son altitude de 480 mètres. Le lac contient de la truite mouchetée.

## Histoire
Vers le XVIIIe siècle, des Anishinabeg habitent aux alentours du lac, où ils cultivent principalement le maïs. Entre 1850 et 1900 un chemin de fer passe près du lac, alors une communauté pouvant s'y développée est fondée autour du lac. En 2010, des activités de plaisances se déroulent sur et autour du lac, on note également une dizaine de maisons avec une vue directe sur celui-ci,.

## Tourisme
Situé près de la Route des Sommets, dans un endroit entouré de nature et de montagnes, la région est idéale pour la randonnée, le camping, et les activités de plein air.